# Funkcja rozkładu energii
Funkcja rozkładu energii – rodzaj funkcji rozkładu podającej prawdopodobieństwo lub gęstość prawdopodobieństwa wystąpienia w zjawisku fizycznym określonej wartości energii, np. energii adsorpcji.

## Ciągła funkcja rozkładu
Jeśli funkcja rozkładu energii {\displaystyle \chi (E),} czyli gęstość prawdopodobieństwa wystąpienia energii {\displaystyle E,} jest ciągła, wówczas można wyrazić ją wzorem
{\displaystyle \chi (E)={\frac {dF(E)}{dE}},}
gdzie:
{\displaystyle 0\leqslant F(E)\leqslant 1} jest ciągłą dystrybuantą energii, czyli tzw. całkowym (skumulowanym) rozkładem energii.
Przy czym z warunku normalizacji wynika, że
{\displaystyle \int \limits _{E_{min}}^{E_{max}}\chi (E)dE=1.}

## Dyskretna funkcja rozkładu
Gdy funkcja ta ma charakter dyskretny, wtedy prawdopodobieństwo {\displaystyle P_{i}} wystąpienia energii {\displaystyle E_{i}} dla {\displaystyle n} różnych możliwych wartości energii wyraża funkcja:
{\displaystyle P_{i}=P(E_{i}),}
a warunek normalizacji narzuca zależność
{\displaystyle \sum _{i=1}^{n}P(E_{i})=1.}